# Occhieppo Inferiore
Occhieppo Inferiore is een gemeente in de Italiaanse provincie Biella (regio Piëmont) en telt 3943 inwoners (31-12-2004). De oppervlakte bedraagt 4,0 km², de bevolkingsdichtheid is 986 inwoners per km².

## Demografie
Occhieppo Inferiore telt ongeveer 1687 huishoudens. Het aantal inwoners daalde in de periode 1991-2001 met 5,9% volgens cijfers uit de tienjaarlijkse volkstellingen van ISTAT.
| Jaar | Inwoneraantal |
| ---- | ------------- |
| 1991 | 4194          |
| 2001 | 3947          |

## Geografie
Occhieppo Inferiore grenst aan de volgende gemeenten: Biella, Camburzano, Mongrando, Occhieppo Superiore en Ponderano.

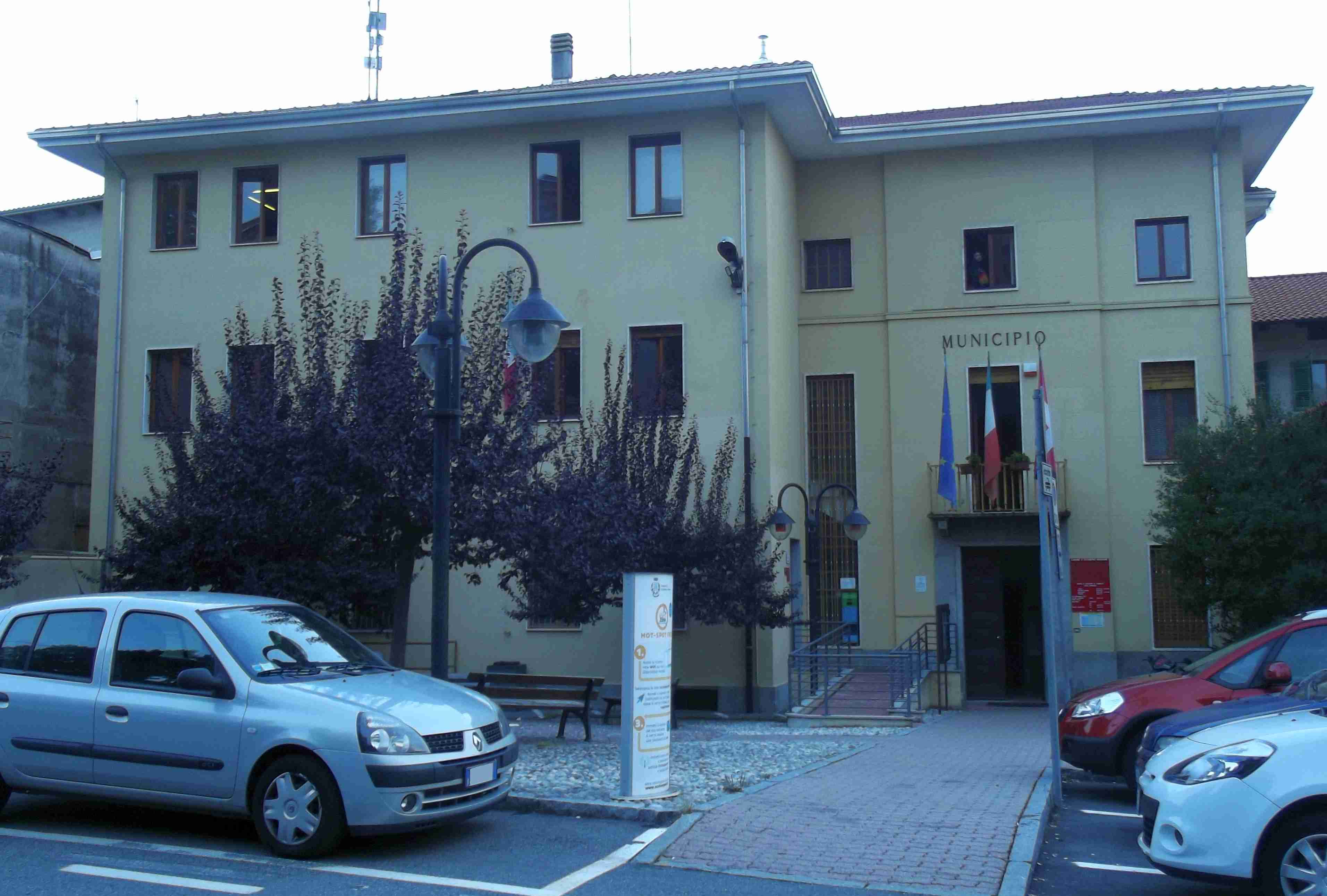
Gemeentehuis